# District d'Aubin
Le district d'Aubin est une ancienne division territoriale française du département de l'Aveyron de 1790 à 1795.
Il était composé des cantons de Aubin, Asprieres, Auzits, Conques, Flanhac, Montbazens, Peyrusse, Rignac et Saint Ciprien.